# Julia Jendroßek

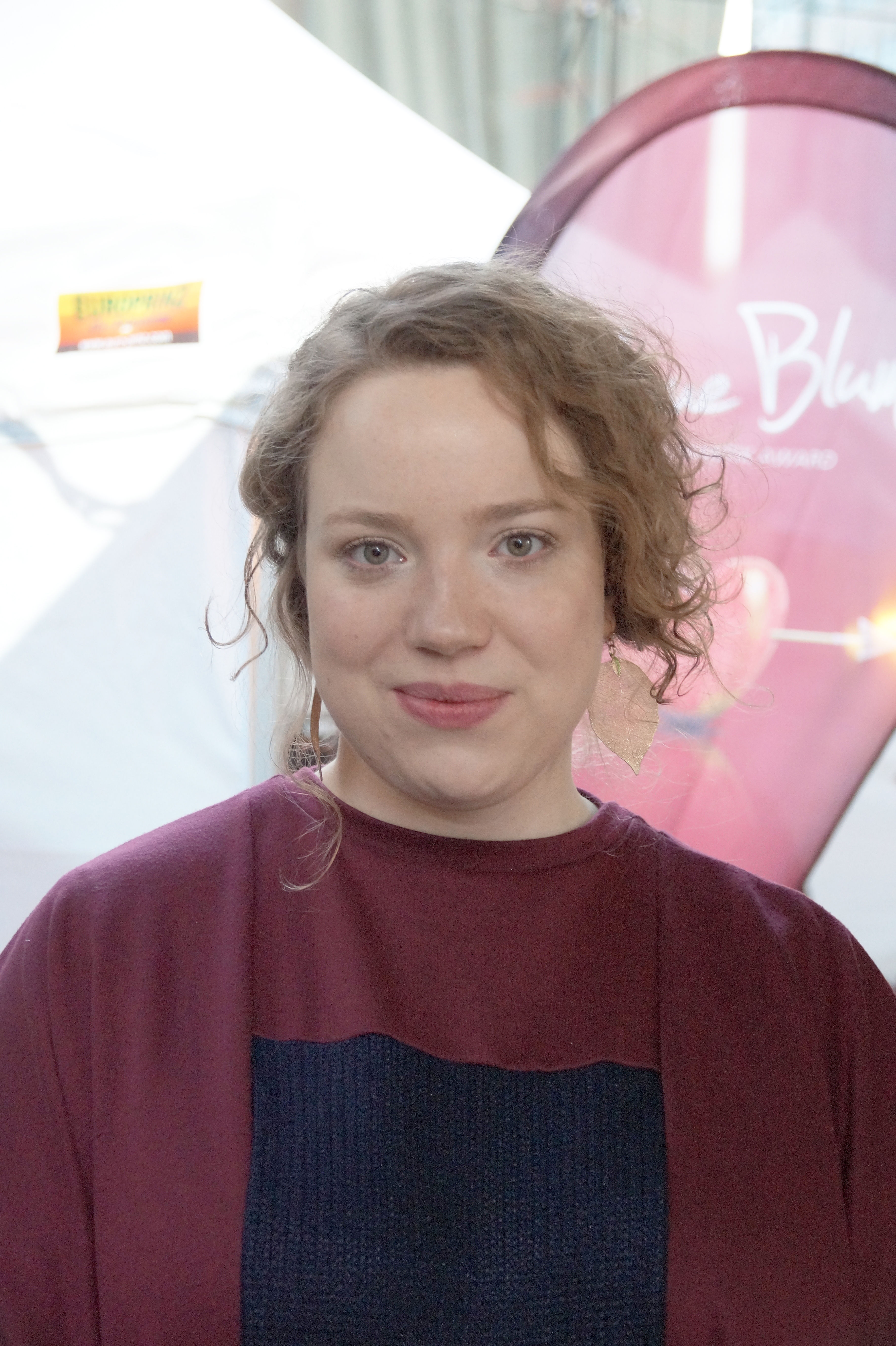
Julia Jendroßek (2016)

Julia Jendroßek (* 1992 in Berlin) ist eine deutsche Schauspielerin.

## Leben und Karriere
Julia Jendroßek wuchs im Berliner Stadtteil Prenzlauer Berg auf, wo sie auch ihr Abitur im Jahr 2010 ablegte. Auf dem Gymnasium war Julia Jendroßek Gründungsmitglied einer Theatergruppe unter der Leitung des Schauspielers und Jung-Regisseurs Max Hegewald. Zusammen mit ihren Mitschülern entwickelte sie eigene Theaterstücke, wie das Projekt „Ülstedt“ (Theater unterm Dach, Berlin). Hier konnte sie auch ihre ersten Dreherfahrungen sammeln. Unter der Regie von Max Hegewald entwickelten sie gemeinsam den Spielfilm „Die Angsthasen“. Julia Jendroßek spielt die Tochter einer alkoholkranken Mutter (gespielt von Nadja Engel), die trotz ihrer Jugend die Verantwortung für die Mutter übernehmen muss. Des Weiteren wirkte sie in ihrer Schulzeit an verschiedenen Theatern, wie dem Maxim-Gorki-Theater, Deutschen Theater Berlin und dem GRIPS Theater Berlin in Jugendclubproduktionen mit.
Nach dem Abitur 2010 absolvierte sie ein Freiwilliges Soziales Jahr Kultur am Deutschen Theater Berlin, woraus sich eine mehrjährige Arbeit als Regieassistentin, unter anderem für Tobias Rausch, Christoph Frick, Florian Fiedler und das Berliner Puppenspielerkollektiv Das Helmi, bildete. Auch am Schauspiel Hannover war sie Regieassistentin.
Für den Kinofilm Schönefeld Boulevard wurde sie 2013 von der Regisseurin Sylke Enders (Kroko / Deutscher Filmpreis 2004) entdeckt und für die Hauptrolle der „Cindy“ besetzt. Der Film feierte 2014 seine Weltpremiere auf dem Filmfest München. Julia Jendroßek spielte an der Seite von Daniel Sträßer und Uwe Preuss eine Abiturientin, die am Rande der Flughafen-Großbaustelle BER wohnt, und sich aus der Tristesse ihres Lebens zu befreien versucht.

## Filmografie
- 2012: Die Angsthasen (Spielfilm – Regie: Max Hegewald)
- 2013: Schönefeld Boulevard (Spielfilm – Regie: Sylke Enders)
- 2015: Die Neue (Spielfilm – Regie: Buket Alakus)
- 2015: Nacht der Angst (Fernsehfilm)
- 2015–2016: Club der roten Bänder (Fernsehserie)
  - 2015: Sonnenschein
  - 2015: Kometen
  - 2016: Freiheit
- 2016: Mitten in Deutschland: NSU – Die Täter – Heute ist nicht alle Tage (Miniserie)
- 2016: Heldt (Fernsehserie, Folge Der Kuckuck)
- 2016: Notruf Hafenkante (Fernsehserie, Folge Explosive Lage)
- 2016: Fanny und die geheimen Väter (Fernsehfilm)
- 2016: Zwei verlorene Schafe (Fernsehfilm)
- 2017: SpareBNB (Webserie)
- 2017: Vogelfrei (Kurzfilm)
- 2017: Bettys Diagnose (Fernsehserie, Folge Verwirrungen)
- 2017: Alles Klara (Fernsehserie, Folge Tod unter dem Kreuz)
- 2017: Call the Boys – 4 Männer für gewisse Stunden (Pilotfilm)
- 2018: In aller Freundschaft (Fernsehserie, Folge Überraschung)
- 2019: Der Lehrer (Fernsehserie, Folge Hast du Pech beim Denken, oder was?!)
- 2019: Großstadtrevier (Fernsehserie, Folge Entführung auf Anfrage)
- 2022: Freibad
- 2023: Familie Anders: Willkommen im Nest (Fernsehreihe)
- 2023: Familie Anders: Zwei sind einer zu viel (Fernsehreihe)
- 2023: SOKO Leipzig (Fernsehserie, Folge Mit einem Bein)
- 2023: Last Exit Schinkenstrasse (Amazon-Original-Serie, sechs Folgen)
- 2024: Familie Anders: Die rosarote Brille (Fernsehreihe)
- 2024: Familie Anders: Mann Nummer 1 (Fernsehreihe)
- 2024: Tatort: Schweigen (Fernsehreihe)
- 2025: Tatort: Borowski und das hungrige Herz (Fernsehreihe)

## Theater
- Schauspiel Hannover
- GRIPS Theater
- Deutsches Theater Berlin
- Maxim Gorki

## Auszeichnungen
- 2014: Nominierung Förderpreis Neues Deutsches Kino für „Schönefeld Boulevard“ am Filmfest München